# تود فينك
تود فينك (بالإنجليزية: Todd Fink)‏ هو مغني أمريكي، ولد في 3 مارس 1974.

## وصلات خارجية
- تود فينك على موقع ميوزك برينز (الإنجليزية)
- تود فينك على موقع ديسكوغز (الإنجليزية)
- تود فينك على موقع ديسكوغز (الإنجليزية)